# Skärsätra station
Skärsätra (stationssignatur Skr) är en av Lidingöbanans hållplatser belägen vid Södra Kungsvägen i kommundelen Skärsätra i Lidingö kommun, Stockholms län. Skärsätra ersatte år 2002 två tidigare hållplatser: Centralvägen och Parkvägen.

## Allmänt
Till en början fanns vid nuvarande station Skärsätra två hållplatser: Centralvägen cirka 280 meter väster om nuvarande hållplats och Parkvägen cirka 250 meter öster om nuvarande hållplats. Skärsätra-Parkvägen var ändstationen på Lidingö när Södra Lidingöbanan öppnades för trafik den 31 januari 1914. Stationsnamnet Skärsätra är dock inte nytt utan var ursprungligen namnet på station Parkvägen.

## Parkvägen
Stationshuset vid Parkvägen uppfördes 1913 av byggmästare Wilhelm Lundberg. Som förebild hade han Djursholmsbanans väntkurer vilka ritats av arkitekten Sigge Cronstedt. På stationshusets taknock fanns en skylt med snidat text ”Skärsätra”. Redan från början fanns en Pressbyråkiosk i byggnaden. Under årens lopp förlängdes byggnaden några gånger. Det utsvängda takfallet mot perrongen tillkom vid en ombyggnad i början av 1950-talet.
Kiosken stängdes på 1970-talet liksom den uppvärmda väntsalen. Nuvarande stationshus vid Skärsätra hållplats är det från Parkvägen. Byggnaden renoverades genomgripande och återfick samtidigt lite av sitt ursprungliga, mer öppna utseende.

## Centralvägen
Cirka 530 meter åt väster låg stationen Centralvägen. Stationshuset byggdes 1913 i samma stil som det vid Parkvägen. Hållplatsen uppkallades efter Centralvägen som ursprungligen ledde ner till Centralbryggan i Lilla Värtan. Idag har Centralvägen en annan sträckning. Även Centralvägens stationshus inrymde en mindre tidningskiosk vid invigningen 1914 och byggdes till några gånger. I samband med Lidingöbanans upprustning lades Centralvägen och Parkvägen ner år 2002 och ersattes av Skärsätra belägen ungefär mittemellan de båda. Centralvägens stationshus nyttjades därefter av en salladsbar och revs slutligen i september 2016. Skylten räddades och finns nu i Stockholms Spårvägsmuseum.

### Historiska bilder

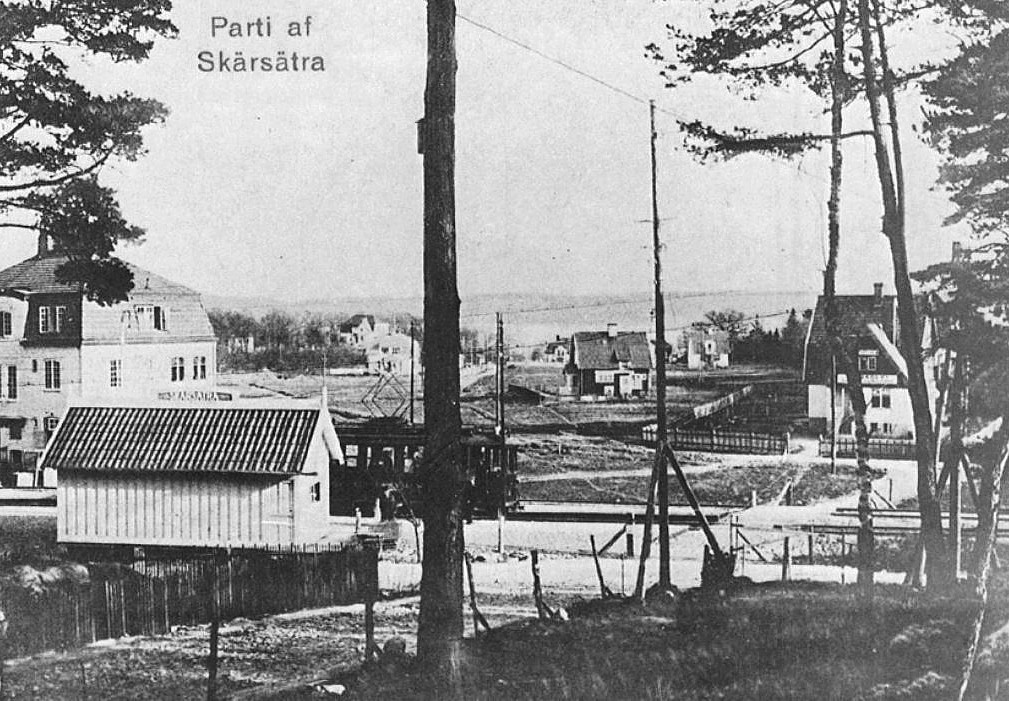
Parkvägen (Skärsätra) 1913 eller 1914.
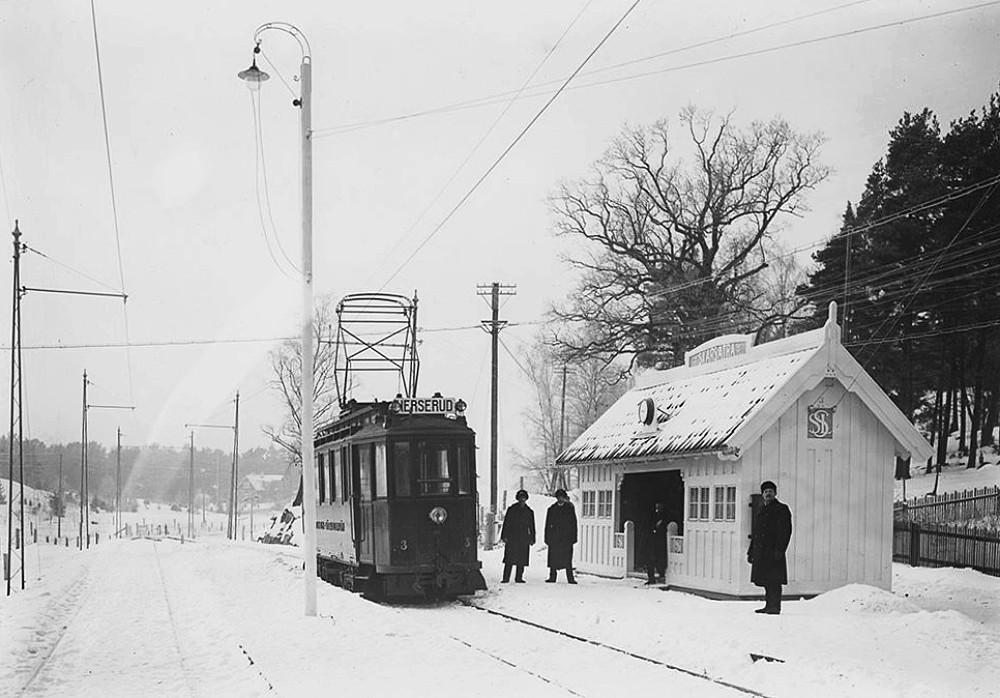
Parkvägen (Skärsätra) 1914.
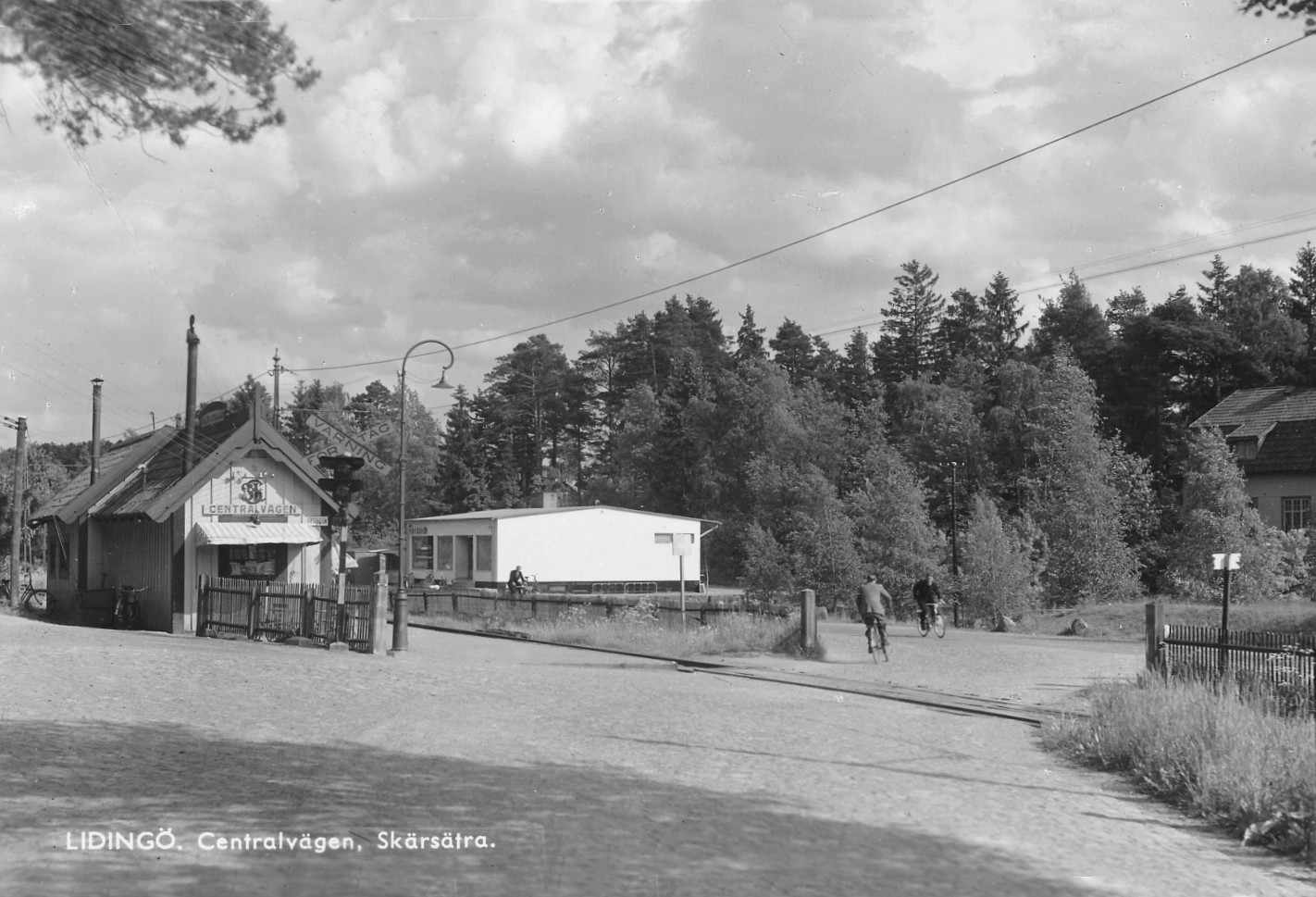
Centralvägen på 1920-talet.
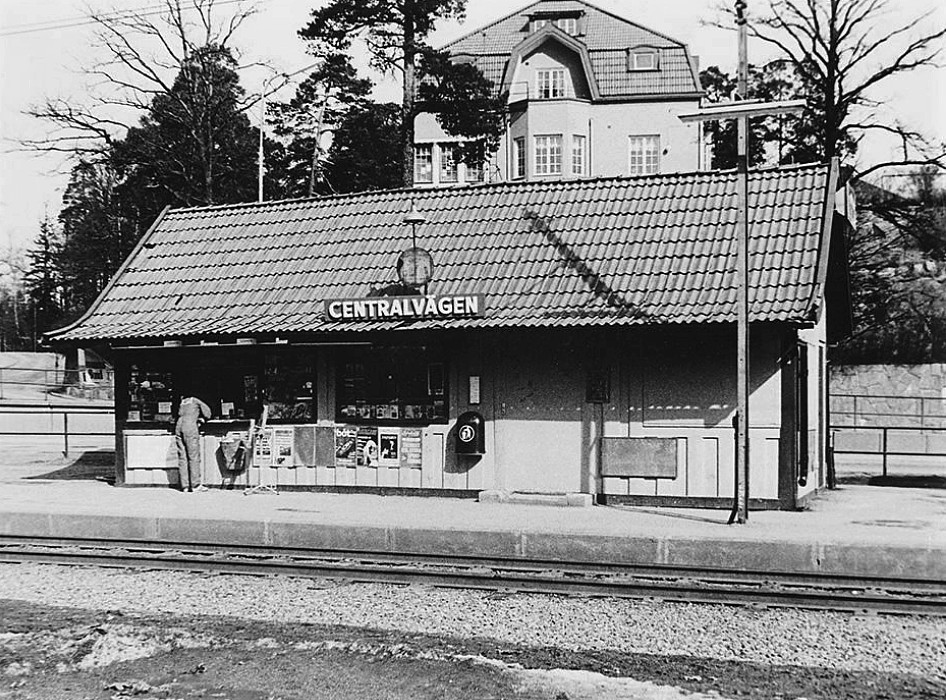
Centralvägen på 1960-talet.

### Nutida bilder

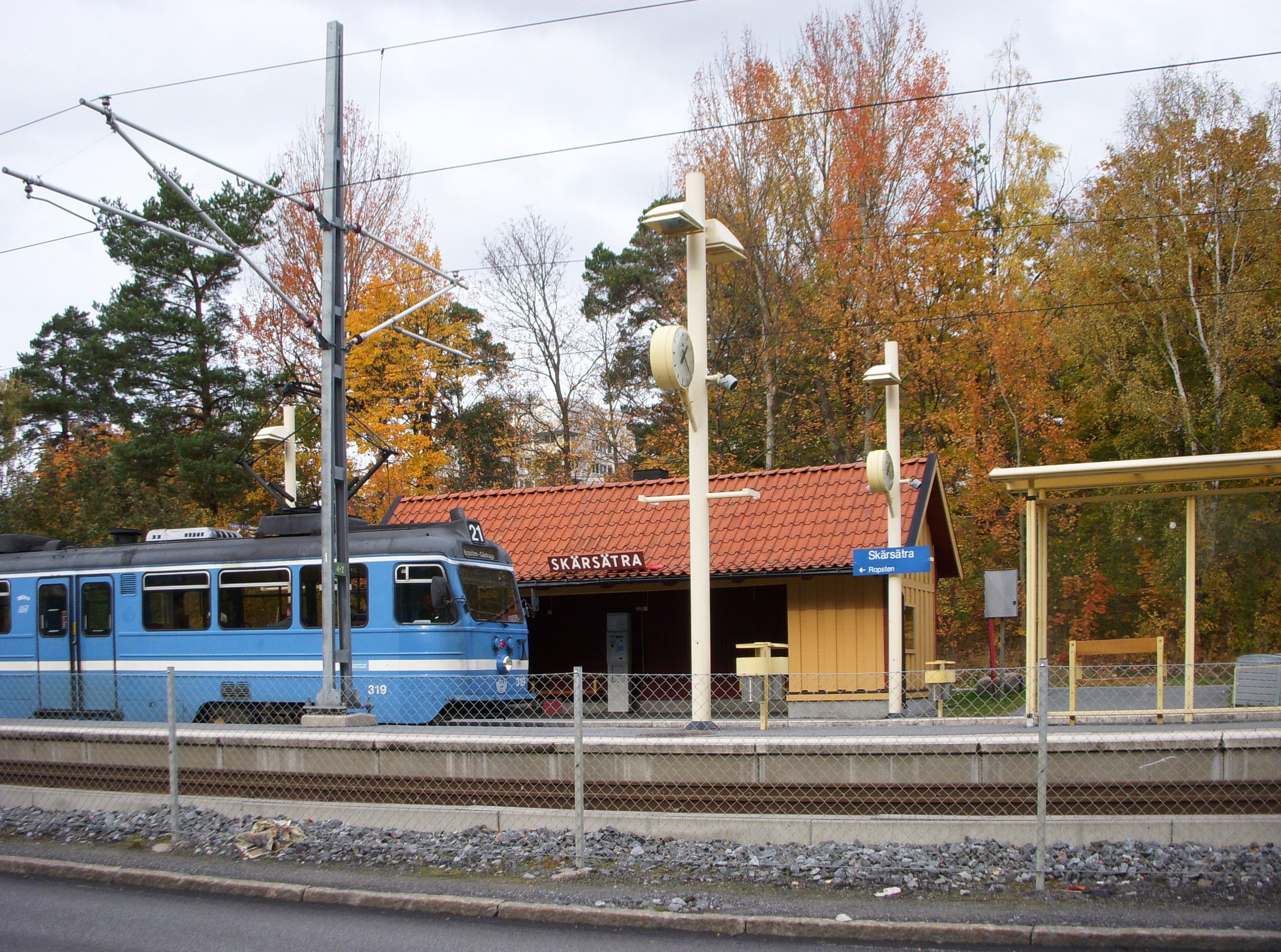
Oktober 2009.
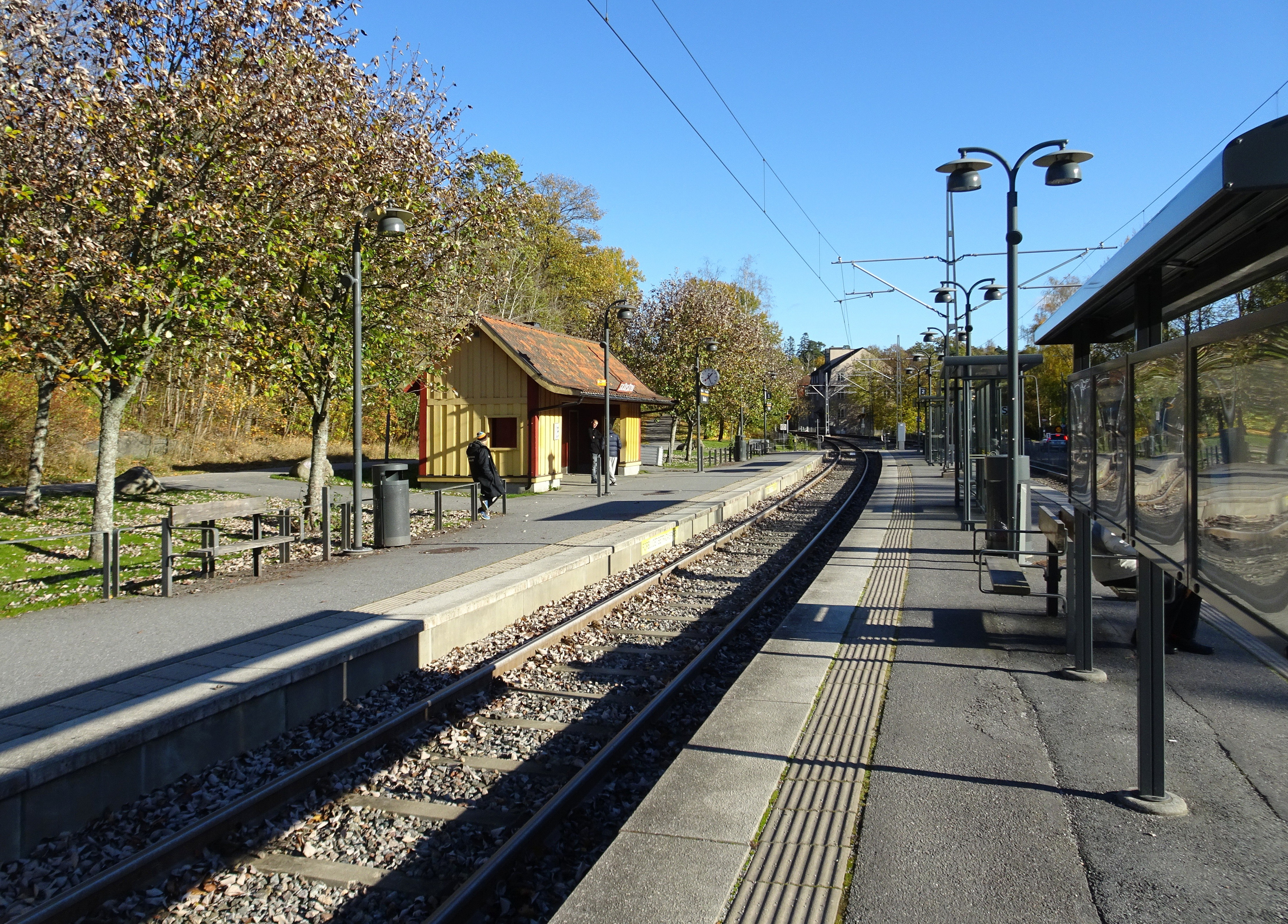
Oktober 2021.
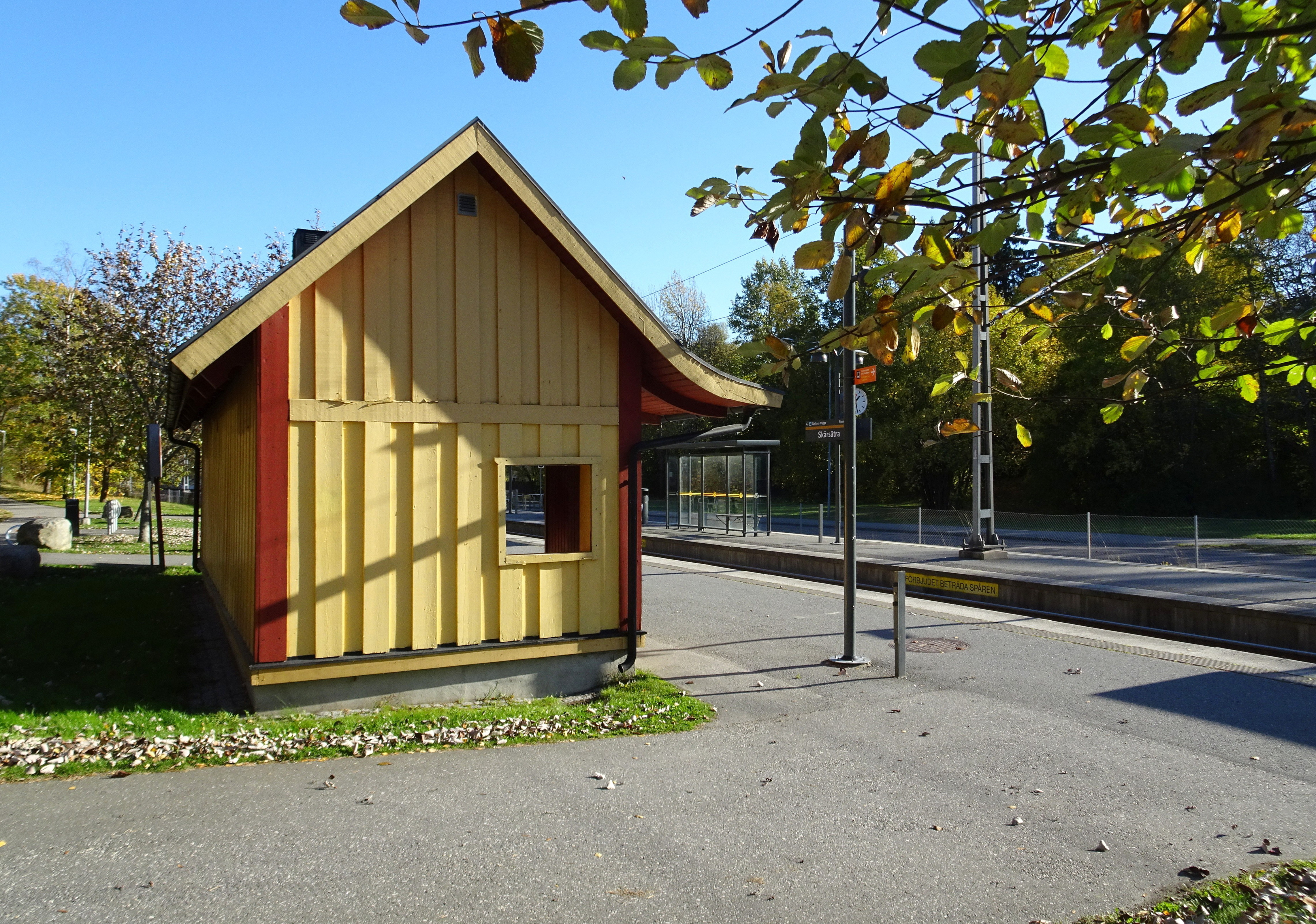
Oktober 2021.
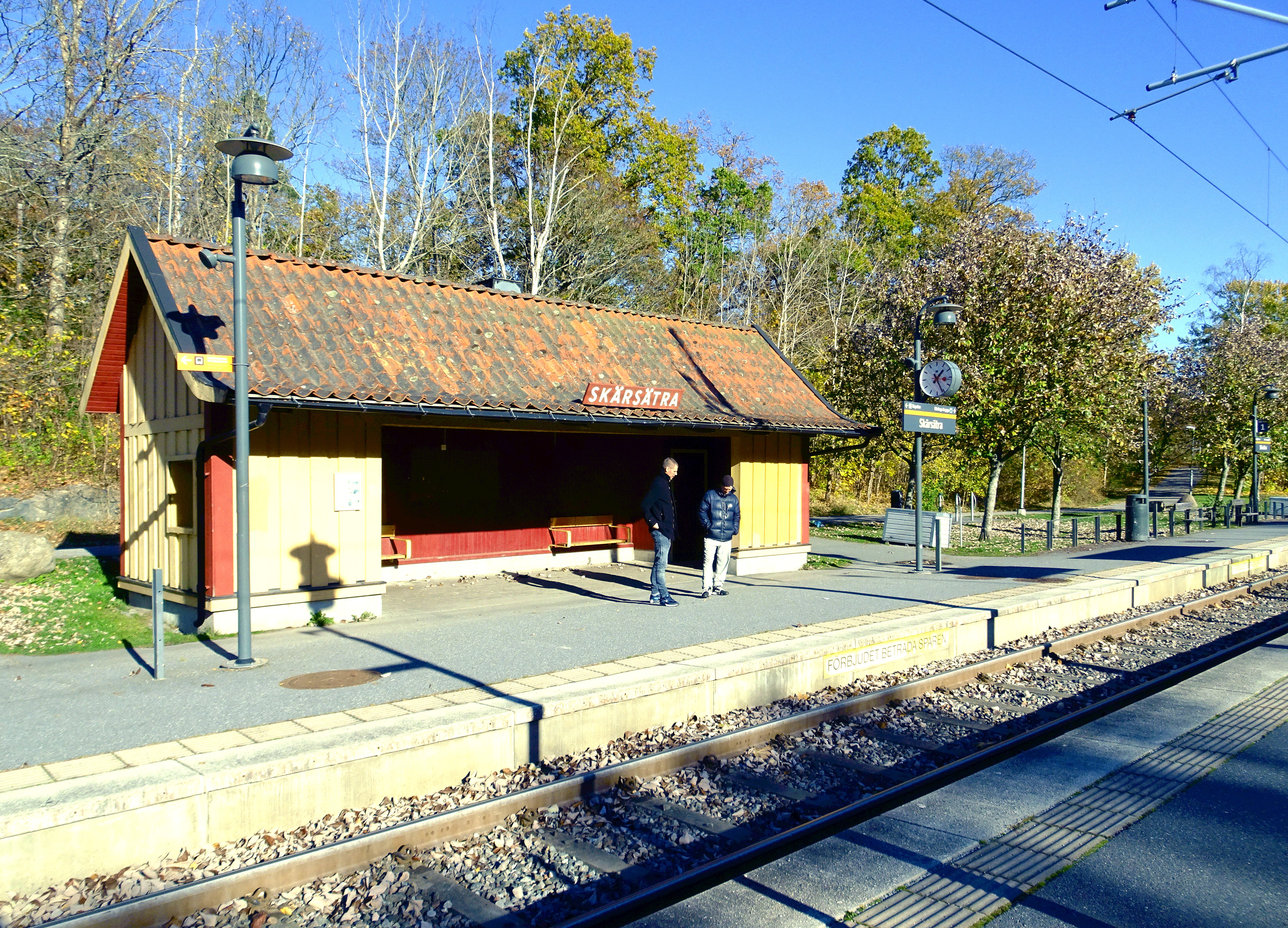
Oktober 2021.